# Convention de Tauroggen
La convention de Tauroggen fut une trêve signée le 30 décembre 1812 à Tauroggen entre le général prussien Ludwig Yorck von Wartenburg et le général de l'Empire russe d'origine allemande von Diebitsch : cette convention marque le début du retournement d'alliance du royaume de Prusse contre Napoléon Ier.
En effet, selon le traité de Tilsitt, la Prusse devait soutenir l'invasion de la Russie par Napoléon et fournir un corps d'armée de 20 000 hommes, ce qui provoqua des défections dans l'armée prussienne, comme celle de Clausewitz qui rejoignit l'armée impériale russe.
Quand le maréchal français Macdonald, chef du 10e corps, sous les ordres duquel était placé Yorck, se retira devant l'armée de Diebitsch, Yorck se retrouva volontairement isolé en novembre 1812 et, au lieu de se battre, entama des négociations  avec le général Essen, gouverneur de Riga, puis son successeur, le marquis Filippo Paulucci, et finalement Clausewitz.
Ils signèrent alors, sans avoir recueilli l'accord du roi Frédéric-Guillaume III de Prusse, une convention qui déclarait neutre le corps d'armée prussien alors fort de 18 000 hommes. Le roi désavoua Yorck, le démit de ses commandements et le traîna en cour martiale. Le général fut finalement absous quand  du la Prusse se rangea définitivement du côté de la Russie après le traité de Kalisz, deux mois plus tard.
Le traité marque la renaissance de la puissance militaire prussienne, abattue par les victoires françaises des années 1806 et 1807. Elle marque, dans le même temps, le début de la défaite finale, diplomatique et militaire, du Premier Empire avec la révolte des États vaincus par celui-ci.

## Texte de la convention
« Cejourd'hui les soussignés, savoir, le commandant en chef du corps auxiliaire prussien, lieutenant général d'Yorck, d'un côté, le quartier-maître général de l'armée impériale russe sous les ordres du comte de Wittgenstein, général major de Diebitsch, de l'autre, après mûre délibération, ont passé la convention qui suit :

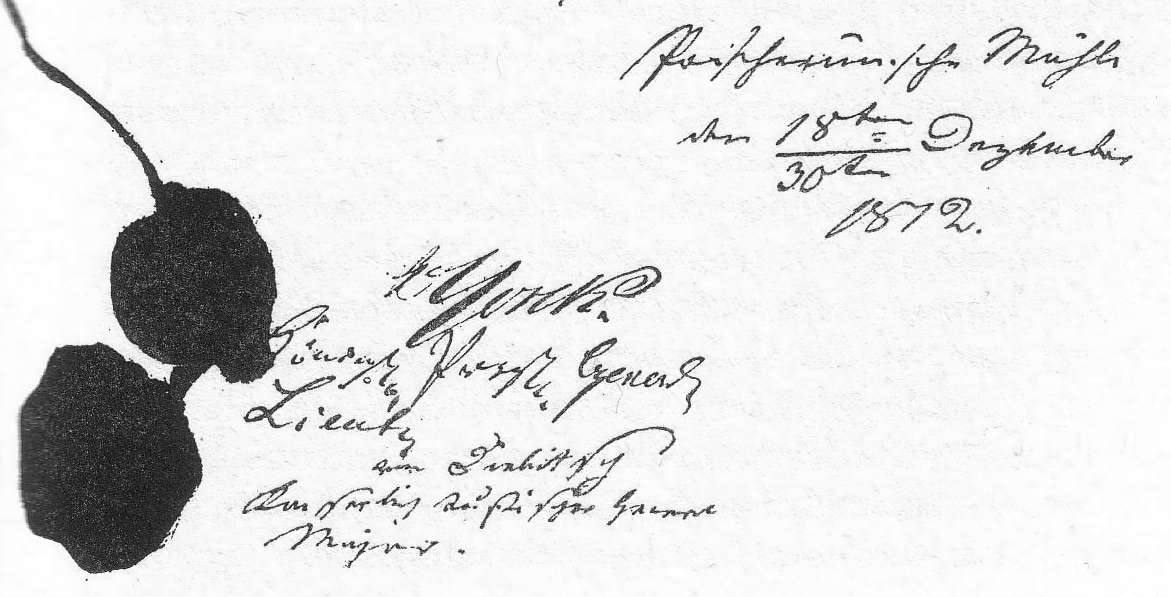
Signature de Ludwig Yorck von Wartenburg sur le texte d'origine de la convention de Tauroggen.

Art 1er. Le corps prussien occupera dans l'intérieur du territoire prussien la ligne le long de la frontière depuis Memel et Nimmertat jusqu'à la route de Woinuta à Tillsit. Depuis Tillsit, la route qui passe par Schillapischken et Melanken jusqu'à Labiau, y compris les villes qu'elle touche, déterminera l'étendue du pays que doit occuper le susdit corps prussien. Ce territoire sera borné de l'autre côté par la lagune de Courlande, de manière que toute cette étendue sera considérée comme parfaitement neutre tant que les troupes prussiennes l'occuperont.
Il est bien entendu que les troupes russes pourront aller et venir sur les grandes routes précitées, mais elles ne pourront prendre leurs quartiers dans les villes de cet arrondissement.
Art 2. Les troupes prussiennes resteront en parfaite neutralité dans l'arrondissement désigné article 1er, jusqu'à l'arrivée des ordres de S. M. le roi de Prusse ; mais elles s'engagent, dans le cas où ladite majesté leur ordonnerait de rejoindre les armées impériales françaises, de ne pas combattre durant l'espace de deux mois, à dater du présent jour.
Art 3. Dans le cas où S. M. le roi de Prusse ou S. M. l'empereur de toutes les Russies refuseraient de ratifier la présente convention, le corps prussien sera libre de se porter là où les ordres de son roi l'appelleront.
Art 4. On rendra au corps prussien tous les traîneurs que l'on trouvera sur la grande route de Mittau, et également tout ce qui fait partie du matériel de l'armée. Quant à la branche des approvisionnements et du train dudit corps, tout ce qui la compose pourra traverser sans obstacle les armées russes pour rejoindre Kœnigsberg, ou de plus loin, le corps d'armée prussien.
Art 5. Dans le cas où les ordres du lieutenant général d'Yorck pourraient encore atteindre le lieutenant général de Massenbach, les troupes qui se trouvent sous le commandement de ce dernier seront comprises dans la présente convention.
Art 6. Tous les prisonniers que pourraient faire les troupes russes commandées par le général major de Diebitch sur les troupes du général de Massenbach seront également compris dans cette convention.
Art 7. Le corps prussien conservera la faculté de concerter tout ce qui est relatif à approvisionnement avec les régences régionales de la Prusse, le cas non excepté où ces provinces seraient occupés par les armées russes.
La convention précitée a été expédiée en double et munie de la signature et du sceau particulier des soussignés.
Fait au moulin de Poscherun (de), le 18/30 décembre 1812.
Signé :
Von Yorck

Lieutenant-général au service de la Prusse
Von Diebitsch

Major général au service de la Russie »